# António Pinto (fundista)
António Coelho Pinto (Vila Garcia, Amarante, 22 de março de 1966) é um ex-atleta português especialista em provas de longa distância. Foi vencedor da Medalha Olímpica Nobre Guedes em 1998.
Começou a carreira atlética em 1986 após trocar o ciclismo pelo atletismo e nesse ano de 1986 representou a Associação Desportiva de Amarante, onde esteve até 1987 onde se transferiu para o Futebol Clube do Porto.
Em 1988 Representou o Futebol Clube do Porto onde esteve até 1991. Entre 1992 até 1993 representou o Sport Lisboa e Benfica. Representou o Maratona CP entre 1994 e 2002.
Venceu a Maratona de Londres em 1992, 1997 e 2000, a Maratona de Berlim em 1994 e a final dos 10 000 m no Campeonato da Europa de Atletismo de 1998 em Budapeste. O seu recorde pessoal na maratona é de 2:06:36, que permanece recorde português e europeu (embora partilhado com o francês Benoît Zwierzchiewski). Competiu em quatro Olimpíadas consecutivas, de 1988 a 2000.
Ex-ciclista, Pinto dedicou-se à corrida de fundo em 1986. Terminou seis maratonas com tempos inferiores a 2:09:00, o que faz dele um dos melhores maratonistas de sempre. Retirou-se das competições em 2002 e dedica-se à vinha na sua propriedade próxima de Amarante.

## Recordes pessoais
- 1500 m: 3.39,25 (Maia — 1998)
- 5000 m: 13.02,86 (Zurique — 1998) (recorde nacional)
- 10 000 m: 27.12,47 (Estocolmo — 1999) (recorde nacional)
- Maratona: 2.06.36 (Londres — 2000) (recorde nacional)

## Campeonatos Nacionais
- 2 Campeonatos Nacionais 5000 m (1994, 1999)

## Jogos Olímpicos
- (1988 — Seul) 10 000 m (13.º lugar)
- (1992 — Barcelona) Maratona (desistiu)
- (1996 — Atlanta) Maratona (14.º lugar)
- (2000 — Sydney) Maratona (11.º lugar)

## Campeonatos do Mundo
- (1995 — Gotemburgo) 10 000 m (19.º lugar)
- (1997 — Atenas) Maratona (desistiu)
- (1999 — Sevilha) 10 000 m (5.º lugar)

## Campeonatos da Europa
- (1990 — Split) 10 000 m (14.º lugar)
- (1994 — Helsínquia) Maratona (9.º lugar)
- (1998 — Budapeste) 10 000 m (medalha de ouro)

## Campeonato do Mundo de Corta-mato
- (1987 — Varsóvia) (Longo) (104.º lugar)
- (1988 — Auckland) (Longo) (100.º lugar)
- (1990 — Aix-les-Bains) (Longo) (35.º lugar)
- (1992 — Boston) (Longo) (25.º lugar)
- (2000 — Vilamoura) (Longo) (22.º lugar)